# Tessie Lambourne

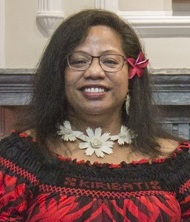
Tessie Lambourne (2018)

Tessie Eria Lambourne (* 14. Juli 1971 auf den Gilbert- und Elliceinseln) ist eine kiribatische Diplomatin und Politikerin. Seit April 2020 ist sie Mitglied des kiribatischen Parlaments Maneaba ni Maungatabu und Oppositionsführerin.

## Biographie
Tessie Lambourne wurde 1971 auf den Gilbertinseln geboren. Sie studierte bis 1994 an der neuseeländischen University of Auckland Politikwissenschaft, ihren Masterabschluss in Internationalem Recht und Politik erwarb sie 2007 an der University of Canterbury. Von 1991 an arbeitete sie im öffentlichen Dienst, sie war Privatsekretärin von Präsident Teburoro Tito, Außen- und Immigrationsministerin, Innenministerin und Handels- und Wirtschaftsministerin. Im August 2016 wurde sie Kabinettsekretärin von Präsident Taneti Maamau. Im Juni 2018 wurde sie zur Botschafterin von Kiribati in der Taiwan ernannt. Im September 2019 brach jedoch Kiribati seine Beziehungen zu Taiwan ab, um sich der Volksrepublik China zuzuwenden, und Lambourne wurde aus Taipeh abberufen.
Sie kandidierte bei den Parlamentswahlen im April 2020 für das kiribatische Parlament (Maneaba ni Maungatabu) und gewann einen der beiden Sitze für die Insel Abemama. Sie ist Vorsitzende der neu gegründeten Boutokaan Kiribati Moa Party und Führerin der Opposition.
Tessie Lambourne ist mit dem Australier David Lambourne verheiratet, einem seit 1995 in Kiribati lebenden Juristen, der 2018 als Mitglied des Obersten Gerichtshofs von Kiribati vereidigt wurde. Nach einem Konferenzbesuch David Lamournes in Australien konnte er wegen der Covid-19-Pandemie 21 Monate lang nicht nach Kiribati zurückkehren. Im Laufe dieser Zeit ergriff die kiribatische Regierung eine Reihe von Maßnahmen, um Lambourne, dessen Ehefrau Tessie zwischenzeitlich Oppositionsführerin geworden war, an der Rückkehr auf seine lebenslang vergebene Richterstelle zu hindern, sie stellte die Zahlung seines Gehalts ein, verweigerte ihm die weitere Arbeitserlaubnis und untersagte ihm, einen Rückführungsflug zu nehmen. Der oberste Richter des Landes, William Hastings, stellte in einem Grundsatzurteil fest, dass die Maßnahmen der Regierung verfassungswidrig waren. Ein Berufungsgericht bestätigte dies im August 2022.